# Нил, Эдвин
Эдвин Нил (родился 12 июля 1945 г.) — американский актер, наиболее известный по роли автостопщика в «Техасской резне бензопилой». Он был речевое талант и актер на протяжении многих лет, появляющихся на экране и вне, в том числе три голоса в Wii "s Metroid Prime 3. Он установил рекорд, исполнив 26 разных голосов в единственной полностью неотредактированной версии всех 103 эпизодов Gatchaman (Битва планет), в которую входил главный злодей Берг Каце. Нил также предоставляет три голоса в онлайн- игре DC Universe; те из Двуликого, Убийцы Крок, и Харви Баллок.

## Ранняя жизнь и карьера
После окончания средней школы Нил учился в колледже Лона Морриса в Джексонвилле, штат Техас, прежде чем перейти к актерскому мастерству и режиссуре в Техасском университете в Остине. Находясь там, Нил пробовался на роль автостопщика в «Техасской резне бензопилой» и получил ее. Он сказал, что на прослушивании выступил в роли своего эксцентричного родственника. Фильм стал культовой классикой.
Нил по-прежнему продолжает сниматься. Его самые заметные роли со времен Техасской резни бензопилой — это роль следователя Мерсера в фильме Оливера Стоуна и Хенчмена Большого Чака в фильме 1993 года «Спина моего парня». Он также озвучивал фильмы, компьютерные игры и мультфильмы. Нил также ежегодно гастролирует по всему миру, много раз выступая в роли «Автостопщика» на конвенциях ужасов и связанных с ними собраниях.

## Награды
Нил был занесен в «Зал славы голливудских ужасов» в 1993 году вместе с Винсентом Прайсом и владеет одной из крупнейших в мире коллекций постеров к фильмам с 1900 года по настоящее время. Он получил бронзовую звезду за доблесть во время службы во Вьетнаме в 1969 году.

## Личная жизнь
В настоящее время Нил живет в Остине, штат Техас, и у него шестеро детей: Кирше Диксон, Дэвид Валенсуэла, Хайди Джеймс, Морна Нил, Престон Нил, Марли Нил и двое приемных детей: Анджелина Хичкок и Андреа Рамос.

## Фильмография

### Роли в кино
- Техасская резня бензопилой (1974) — Автостопщик
- Мои две любви (1986) — Телефонный человек
- Future-Kill (1985) — Брызги
- Хорошая девочка, плохая девочка — Нолан
- JFK (1991) — Мерсер
- Спина моего парня (1993) — Приспешник Большого Чака
- Мистер Ад (2001) — Freemont
- Holy Hell (2005) — Болтон
- Игровая площадка Сатаны (2006) — Мальчик
- Дрожь — Фрэнсис
- Падение зла — Президент Строде
- Bone Boys — Фредди
- Лучшие планы (2019) — Джимми

### Роли в аниме
- Клинок Призрачного Мастера
- Final Fantasy: Unlimited — Пист Шаз
- Гатчаман — Берг Катсе (дубляж ADV)
- Gatchaman: The Movie — Berg Katse (Премия BTVA за лучшее вокальное исполнение мужского пола второго плана в аниме-фильме / специальный. [5]) [6]
- GetBackers — г-н Сасакида
- Getter Robo Armageddon — Гай
- Счастливый урок — Тануки
- Цзин: король бандитов — ведущий
- Затерянная вселенная — Пьяный, Баркер, генеральный суперинтендант, Рой Глен
- Mazinger — профессор Morimori, Nuke
- Moeyo Ken TV — Нэкомару
- Надя: Секрет голубой воды || Дядя Джин, редактор газеты
- Воскрешение ниндзя — Суикен Мори
- Sakura Wars — финансист, Годжи
- Sonic the Hedgehog: The Movie — Доктор Роботник, президент Metal Robotnik [6]
- Охотник за душами — Лисей
- Паровые детективы — Доктор Виноват
- Свадебный персик — Ямапон
- Зайон: Я желаю, чтобы вы были здесь — доктор Домеки